# Mario Lucca
Mario Bruno Lucca Guerra (São Miguel de Tucumã, 6 de agosto de 1961) é um ex-futebolista profissional argentino que atuava como defensor.

## Carreira
Mario Lucca se profissionalizou no Club Atlético Tucumán.

## Seleção
Mario Lucca integrou a Seleção Argentina de Futebol nos Jogos Olímpicos de 1988, de Seul.

## Títulos
Unión Española
- Copa Chile: 1992, 1993